# AEW Fight Forever
AEW Fight Forever ist ein von AEW lizenziertes Wrestling-Spiel des japanischen Videospielentwicklers Yuke’s.
Das Sportvideospiel wurde am 29. Juni 2023 für die Plattformen Microsoft Windows, PlayStation 4, PlayStation 5, Xbox One, Xbox Series X/S und Nintendo Switch durch Publisher THQ Nordic veröffentlicht.

## Gameplay
In AEW Fight Forever sind mehr als 10 Wrestling-Matcharten spielbar, darunter: Singlematch, Tag Team Match, Ladder-Match, Casino Battle Royale und Exploding Barbed Wire Deathmatch. In AEW Fight Forever können auch Wrestler unterschiedlichen Geschlechts gegeneinander antreten. Ein Karrieremodus, in der mindestens eine Saison durchlaufen werden kann, erlaubt die Erstellung eines eigenen Charakters.
Neben der Erstellung eines eigenen Wrestlers sind folgende Profis unter anderem spielbar: Kenny Omega, Chris Jericho, Hikaru Shida, Darby Allin, Jungle Boy, Kris Statlander, Nyla Rose, Dr. Britt Baker, D.M.D., Tony Schiavone, Jon Moxley, Sting, MJF, Orange Cassidy, Bryan Danielson, Adam Page und Jade Cargill.

## Entwicklung
Das Spiel wurde im November 2020 angekündigt.